# Trophée Leo-P.-Lamoureux
Le trophée Leo-P.-Lamoureux, de son vrai nom en anglais : Leo P. Lamoureux Memorial Trophy était un trophée remis au joueur ayant terminé la saison régulière au premier rang au chapitre des points dans la ligue internationale de hockey de 1961 à 2001. 
De 1947 à 1960, le trophée fut connu sous le nom de trophée George-H.-Wilkinson.

## Gagnant du trophée
| Saison                      | Gagnant                   | Points | Équipe                                      |
| --------------------------- | ------------------------- | ------ | ------------------------------------------- |
| Trophée George-H.-Wilkinson |                           |        |                                             |
| 1946-1947                   | Harry Marchand            | 62     | Spitfires de Windsor                        |
| 1947-1948                   | Dick Kowcinak             | 67     | Auto Club de Détroit                        |
| 1948-1949                   | Leo Richard               | 56     | Mercurys de Toledo Sud                      |
| 1949-1950                   | Dick Kowcinak             | 83     | Sailors de Sarnia                           |
| 1950-1951                   | Hervé Parent              | 105    | Rockets de Grand Rapids                     |
| 1951-1952                   | George Parker             | 81     | Rockets de Grand Rapids                     |
| 1952-1953                   | Alex Irving               | 103    | Chiefs de Milwaukee                         |
| 1953-1954                   | Don Hall                  | 110    | Jets de Johnstown                           |
| 1954-1955                   | Phil Goyette              | 92     | Mohawks de Cincinnati                       |
| 1955-1956                   | Max Mekilok               | 100    | Mohawks de Cincinnati                       |
| 1956-1957                   | Pierre Brillant           | 79     | Mohawks de Cincinnati                       |
| 1957-1958                   | Warren Hynes              | 95     | Chiefs d'Indianapolis                       |
| 1958-1959                   | George Ranieri            | 124    | Rebels de Louisville                        |
| 1959-1960                   | Chick Chalmers            | 134    | Rebels de Louisville                        |
| Trophée Léo-P.-Lamoureux    |                           |        |                                             |
| 1960-1961                   | Ken Yackel                | 114    | Millers de Minneapolis                      |
| 1961-1962                   | Len Thornson              | 122    | Komets de Fort Wayne                        |
| 1962-1963                   | Ed Bartoli                | 130    | Millers de Minneapolis                      |
| 1963-1964                   | Len Thornson              | 108    | Komets de Fort Wayne                        |
| 1964-1965                   | Lloyd Maxfield            | 121    | Flags de Port Huron                         |
| 1965-1966                   | Bobby Rivard              | 133    | Komets de Fort Wayne                        |
| 1966-1967                   | Len Thornson              | 139    | Komets de Fort Wayne                        |
| 1967-1968                   | Gary Ford                 | 115    | Mohawks de Muskegon                         |
| 1968-1969                   | Don Westbrooke            | 118    | Gems de Dayton                              |
| 1969-1970                   | Don Westbrooke            | 121    | Gems de Dayton                              |
| 1970-1971                   | Darrel Knibbs             | 93     | Mohawks de Muskegon                         |
| 1971-1972                   | Garry Ford                | 109    | Mohawks de Muskegon                         |
| 1972-1973                   | Garry Ford                | 141    | Mohawks de Muskegon                         |
| 1973-1974                   | Peter Mara                | 115    | Capitols de Des Moines                      |
| 1974-1975                   | Rick Bragnalo             | 113    | Gems de Dayton                              |
| 1975-1976                   | Len Fontaine              | 112    | Flags de Port Huron                         |
| 1976-1977                   | Jim Koleff                | 114    | Generals de Flint                           |
| 1977-1978                   | Jim Johnston              | 118    | Generals de Flint                           |
| 1978-1979                   | Terry McDougall           | 139    | Komets de Fort Wayne                        |
| 1979-1980                   | Al Dumba                  | 119    | Komets de Fort Wayne                        |
| 1980-1981                   | Marcel Comeau             | 126    | Gears de Saginaw                            |
| 1981-1982                   | Brent Jarrett             | 122    | Wings de Kalamazoo                          |
| 1982-1983                   | Dale Yakiwchuk            | 138    | Admirals de Milwaukee                       |
| 1983-1984                   | Wally Schreiber           | 113    | Komets de Fort Wayne                        |
| 1984-1985                   | Scott MacLeod             | 139    | Golden Eagles de Salt Lake                  |
| 1985-1986                   | Scott MacLeod             | 134    | Golden Eagles de Salt Lake                  |
| 1986-1987                   | Jock Callander Jeff Pyle  | 136    | Lumberjacks de Muskegon Generals de Saginaw |
| 1987-1988                   | John Cullen               | 157    | Spirits de Flint                            |
| 1988-1989                   | Dave Michayluk            | 122    | Lumberjacks de Muskegon                     |
| 1989-1990                   | Michel Mongeau            | 117    | Rivermen de Peoria                          |
| 1990-1991                   | Lonnie Loach              | 131    | Komets de Fort Wayne                        |
| 1991-1992                   | Dmitri Kvartalnov         | 118    | Gulls de San Diego                          |
| 1992-1993                   | Tony Hrkac                | 132    | Ice d'Indianapolis                          |
| 1993-1994                   | Rob Brown                 | 155    | Wings de Kalamazoo                          |
| 1994-1995                   | Stéphane Morin            | 114    | Moose du Minnesota                          |
| 1995-1996                   | Rob Brown                 | 143    | Wolves de Chicago                           |
| 1996-1997                   | Rob Brown                 | 117    | Wolves de Chicago                           |
| 1997-1998                   | Patrice Lefebvre          | 116    | Thunder de Las Vegas                        |
| 1998-1999                   | Brian Wiseman             | 109    | Aeros de Houston                            |
| 1999-2000                   | Steve Maltais             | 90     | Wolves de Chicago                           |
| 2000-2001                   | Derek King Steve Larouche | 83     | Griffins de Grand Rapids Wolves de Chicago  |